# Regione di Kaolack
La regione di Kaolack è una regione amministrativa del Senegal, con capoluogo Kaolack.

## Suddivisioni
La regione è divisa in: 3 dipartimenti (elencati), 8 arrondissement e 7 comuni.
|  | - Guinguinéo - Kaolack - Nioro du Rip |